# Eskadrevej
Eskadrevej er en vej på den vestlige side af Nyholm i København. Vejen ligger mellem P. Løwenørns Vej og Henrik Spans Vej og er opkaldt efter det sømilitære udtryk eskadre, der betegner en gruppe skibe.

## Historie
Vejen blev navngivet i 1996. Langs Eskadrevej ligger bygninger, der tidligere har været anvendt af Flådens torpedobådseskadre og ubåde.